# 黄须新园蛛
黄须新园蛛（学名：Neoscona maculaticeps），又名斑腳姬鬼蛛，为园蛛科新园蛛属的动物。分布于日本、台湾岛等地。